# Sel
Sel és un municipi situat al comtat d'Innlandet, Noruega. Té 5.935 habitants (2016) i té una superfície de 905 km². El centre administratiu del municipi és el poble d'Otta.
El municipi limita al nord amb Dovre i Vågå i al sud amb Nord-Fron. Al nord limita amb el municipi de Folldal, al comtat de Hedmark. Extenses àrees del primer parc nacional de Noruega, el Parc Nacional de Rondane, es troben al municipi de Sel i té les seves entrades principals als pobles de muntanya de Høvringen i Mysuseter.
Tot i que té una població petita, Sel és una de les zones més pintoresques i històricament significatives de la vall de Gudbrandsdal. Una gran concentració de granges declarades patrimoni de Noruega es troba al municipi.
Otta, anomenada així pel riu Otta, és el centre administratiu del municipi. Otta es troba en el punt on el riu s'uneix al Gudbrandsdalslågen des de l'oest. El riu Otta condueix a les regions d'importància històrica Vågå i Lom, així com a la serra de Jotunheimen.